# آلا-مالمی
آلا-مالمی (به لاتین: Ala-Malmi) یک منطقهٔ مسکونی در فنلاند است که در هلسینکی واقع شده‌است.